# Kalmarspexet
Kalmarspexet framförs i maj varje år av KAST (Kalmar Studentteater), en sektion under Studentkåren vid Högskolan i Kalmar, numera Linnéuniversitetet. Föreningen grundades 1991 som en renodlad teaterförening. Detta arv har fortsatt med en teateruppsättning (vanligen fars) varje hösttermin i advent. 
Det första spexet i Kalmar sattes upp 1996. Det spelades då i dåvarande Sjöbefälsskolans aula, för att 1998 flytta till Corehouse, högskolans nya kårhus. 
Sedan 2000 spelas Kalmarspexet på Kalmar Teater, detta efter att regissören Turbo Hellman (enligt egen utsago) raglat in där av misstag under en blöt kväll. Flera föreningsmedlemmar var sedan inblandade i att göra verklighet av denna idé. 
Spexets unga ålder gör att få starka traditioner hunnit grundmuras än. Artur-spexet 2001 var det första Kalmarspexet som använde en affisch med orange bakgrund och svart förgrund. Denna modell (ibland med vita detaljer) har använts till alla spexaffischer sedan dess. Den ursprungliga anledningen till detta beslut var att affischen skulle överensstämma med den brandgula banderoll spexet då, och alla efterföljande år, annonserade med på teaterns fasad. 
Dialogen är vanligen på rim, men framförs allt oftare på prosa. Båda könen deltar på scen. 

## Uppsättningar
- 1996 - Valhall 96 - ett ASkul spex
- 1997 - Unionsspexet - Jag vill vara din Margareta
- 1998 - Pasta la Vista - eller En fisk som heter Göran
- 1999 - Cabaretspexet (samt Unionsspexet på mini-turné i Nyköping)
- 2000 - En Spansk Inkvisition
- 2001 - Artur - ett rätt utdraget spex
- 2002 - Hovligt Byte - ett spex bakom kulisserna
- 2003 - Dr Livingstone - ett spex att upptäckas
- 2004 - Go West - ett utvandrat spex
- 2005 - Dracula - ett spex som suger
- 2006 - Edison - ett lysande spex
- 2007 - Drottning Kristina - ett spex som regerar
- 2008 - Törnrosa - ett sagolikt spex
- 2009 - Linné - ett blomstrande spex
- 2010 - Legenden om Arthur - ett spex med drag i
- 2011 - Mozart - ett klassiskt spex
- 2012 - Jesus - ett välsignat spex
- 2013 - Sherlock - en studie i spex